# 足利竹若丸
足利 竹若丸（あしかが たけわかまる）は、鎌倉時代末期の足利氏の棟梁で室町幕府の初代将軍・足利尊氏の庶長子。異母弟に足利直冬・足利義詮・足利基氏らがいる。

## 生涯
父は足利尊氏。母は足利氏の一族の加古基氏の娘。基氏は尊氏の曾祖父である足利頼氏の庶弟にあたるため、尊氏にとって竹若丸の母である基氏の娘は「祖父の従姉妹」という関係だが、世代的にはほとんど同じだったとみられる。後に『太平記』によると竹若丸は尊氏の男子の中で長男とされ、伊豆走湯山の伊豆山神社に居住した。元弘3年/正慶2年（1333年）5月、父の尊氏が鎌倉幕府に対して謀反を起こして六波羅探題を攻撃したため、走湯山密巌院別当であった覚遍（母の兄）に伴われて山伏姿で密かに上洛しようとしたが、駿河浮嶋が原（現在の静岡県沼津市）で幕府・北条氏の刺客長崎為基・諏訪直性によって刺殺された。
山伏姿で上洛しようとしたことから元服前、少なくとも他の史料で庶長子とされる直冬より年長者と推測され、尊氏は後年に竹若丸と覚遍の後世供養を行っている。